# 지단타 1세

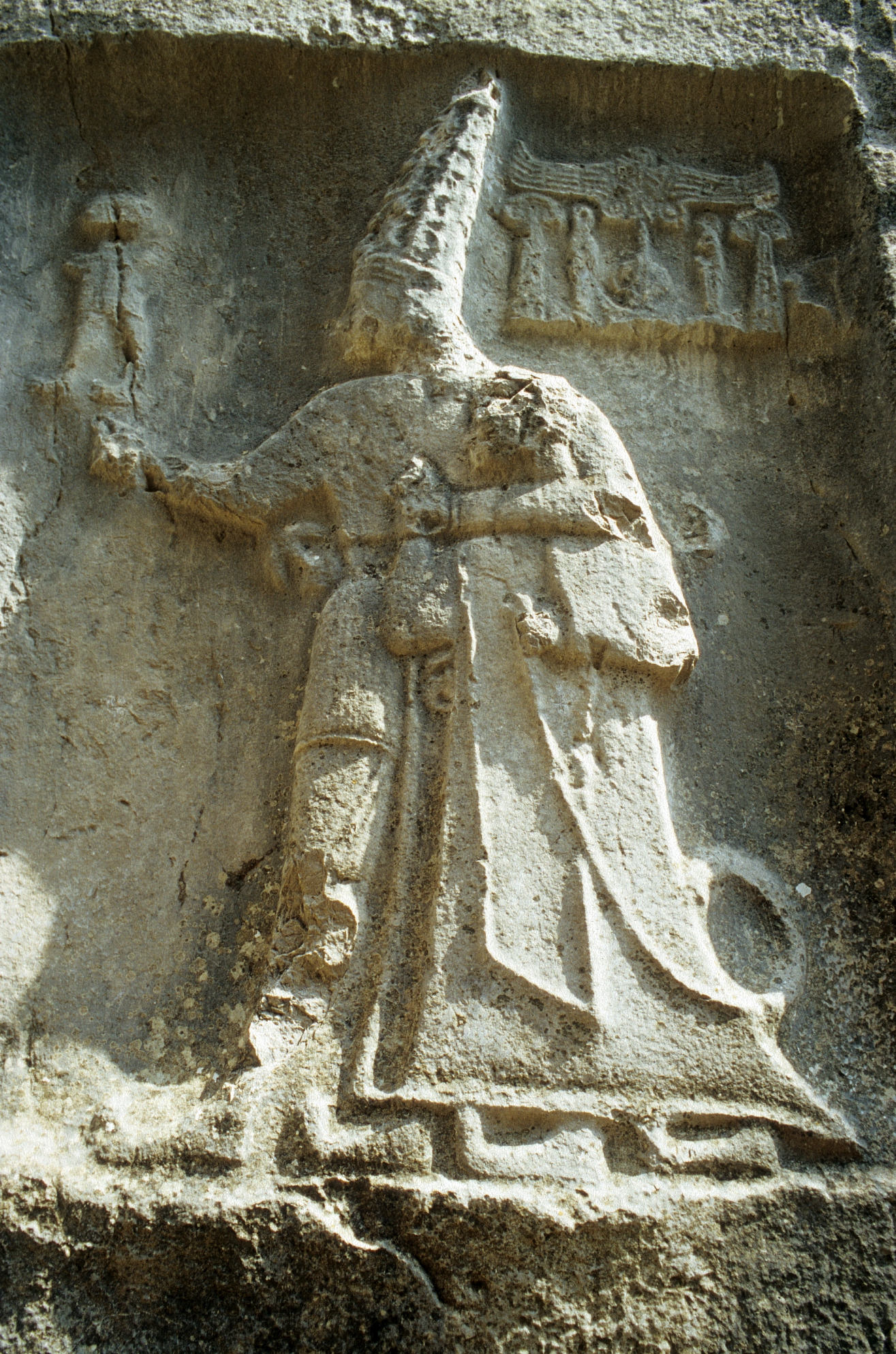

지단타 1세는 히타이트 왕으로 10년간 다스렸는데 1550년대였다.
| 전임 한틸리 1세 | 제4대 히타이트 왕 기원전 1560- 기원전 1550 | 후임 암무나 |